# A.J. Iversen
Andreas Jeppe Iversen (13. december 1888 i Sønder Bjert – 17. december 1979 i København) var en dansk møbelsnedker.
Iversen var søn af fisker Jeppe Iversen (død 1892) og hustru Rasmine f. Kjøng (død 1921), ernærede sig som fisker 1903-06, kom i lære i Kolding 1906-09, hvor han blev tildelt sølvmedalje for sin svendeprøve, og arbejdede i København, Berlin, Paris og Bern. Han etablerede i 1916 eget værksted i København og blev kendt for møbler i fremragende kvalitet, udført s.m. møbelarkitekter som Kaj Gottlob, Ole Wanscher og Flemming og Mogens Lassen. Iversen tegnede også selv møbler, der afspejlede en afdæmpet stilimitation. Værkstedet blev videreført af sønnen Gunnar Iversen (1920-96) og lukkede i 1985.
Iversen udstillede sine produkter talrige gange i Danmark samt i Paris, New York, London, Stockholm, Oslo, Berlin og Amsterdam. Han blev tildelt Diplome d'Honneur på verdensudstillingen i Paris 1925, Grand Prix på verdensudstillingen i Paris 1937, udstillingens medalje i Berlin 1938, diplom i New York 1938, sølvmedalje på Triennalen i Milano 1957 og guldmedalje 1960.
Han var medlem af bestyrelsen for Københavns Snedkerlaug fra 1930, oldermand 1951-61 og 1930-34 formand for Københavns Snedkerlaugs Møbeludstillinger, æresmedlem af Snedkerlauget fra 1961, medlem af snedkerfagets voldgiftsret 1930-51 og af repræsentantskabet for Haandværkerbanken. Iversen blev tildelt Oslo Møbelsnedkerlaugs ærestegn Den gyldne Høvl 1954 og Håndværksrådets fortjenstmedalje i guld 1968. Han var Ridder af Dannebrog og ridder af Vasaordenen og modtog Sveriges Hantverks mindemedalje i guld.